# Блум, Джонатон
Джонатон Грегори Блум (англ. Jonathon Gregory Blum; род. 30 января 1989, Лонг-Бич, Калифорния) — американский хоккеист, защитник. Был задрафтован в 2007 году клубом НХЛ «Нэшвилл Предаторз», став первым в истории НХЛ игроком, родившимся и выросшим в Калифорнии, которого выбрали в первом раунде драфта. Выступал на Зимних Олимпийских играх 2018 за сборную США.
С сезона 2015/16 выступал в КХЛ за «Адмирал», с сезона 2017/18 — игрок «Сочи». В настоящее время является игроком клуба «Ред Булл» из Мюнхена.

## Личная жизнь
Отец работал электриком, мать — секретарём в офисе. Сестра-двойняшка погибла в 15 лет при пожаре, мать умерла от рака. Вопреки распространённым утверждениям, не имеет еврейского происхождения.